# Алюминон
Алюминон (аммонийная соль ауринтрикарбоновой кислоты) — органическое соединение, трифенилметановый краситель с химической формулой C22H23N3O9. Коричневый порошок, легко растворимый в воде с образованием раствора красного цвета. Образует ярко окрашенные лаки с алюминием, ванадием и другими ионами, что позволило использовать соединение как реактив для фотометрического определения алюминия и фторидов, а также для цветных реакций с рядом других элементов.

## Свойства
Кристаллы коричнево-красного цвета. Молярная масса составляет 473,44 г/моль. Легко растворим в воде, водный раствор окрашен в красный цвет и имеет нейтральный pH. Также легко растворяется в растворах щелочей, плохо растворим в спирте, почти нерастворим в эфире, ацетоне и трихлорметане.
Ионы металлов образуют с алюминоном ярко окрашенные и плохо растворимые лаки, выпадающие в виде осадка в водных растворах. Например, для алюминия лак ярко-красного цвета образуется в кислом ацетатном растворе и имеет максимальное окрашивание при pH 4,2—5,2. Этот комплекс не растворяется при добавлении раствора аммиака, что отличает его от хромового лака. Для солей ванадия лак даёт малиновую окраску с максимальным насыщением при pH 3,72. При других условиях в различных средах похожие цветные реакции возникают с ионами бария, кальция, стронция, скандия, лантана и так далее.

## Применение
Используется в аналитической химии для фотометрического определения алюминия и ванадия. Ослабление окраски алюминиевого лака также применяется для определения фторидов.
В микроскопии применяют для обнаружения алюминия.